# نوریکو تسوکاسه
نوریکو تسوکاسه (انگلیسی: Noriko Tsukase; ۲۳ دسامبر ۱۹۴۵ – ۱۵ مهٔ ۱۹۸۹) خواننده، صداپیشه، و بازیگر اهل ژاپن بود. وی بین سال‌های ۱۹۷۲ تا ۱۹۸۹ میلادی فعالیت می‌کرد.